# 吉田正 (航空自衛官)
吉田 正（よしだ ただし、1948年〈昭和23年〉2月15日 - ）は日本の元航空自衛官である。大阪府出身。第28代航空幕僚長。

## 人物
防衛大学校に在学中から「将来の航空幕僚長」と嘱望されており、このためパイロットとしての基礎課程を終え機種を選択する際には周囲から墜落事故による殉職が続発していた戦闘機ではなく輸送機を希望することを強く勧められたと言われている。このことを本人は「個人プレイの戦闘機ではなく乗員や貨物を預かり送り届ける輸送機のパイロットになったことは指揮官としての資質を養う上で有益だった」と回想している。
またコロラドスプリングスのアメリカ空軍士官学校の教官を務めたため後年航空幕僚長として航空総隊司令部を府中基地からアメリカ空軍横田基地内に移転する事業を推進するのに、かつての教え子たちが中堅幹部となっていたことで事実上の日米協同作業になった。
航空教育集団司令官在任時において第3術科学校に警備課程を新設、航空幕僚長では基地警備教導隊を創設するなど航空自衛隊の基地警備に一大改革をもたらした。

## 略歴
- 1970年（昭和45年）3月：防衛大学校第14期卒業
- 1981年（昭和56年）7月：3等空佐
- 1985年（昭和60年）1月：2等空佐
- 1988年（昭和63年）5月：1等空佐、在フランス日本国大使館付防衛駐在官
- 1991年（平成03年）8月1日：航空幕僚監部人事教育部教育課飛行教育班長
- 1993年（平成05年）4月1日：第1航空団基地業務群司令
- 1994年（平成06）3月23日：航空幕僚監部防衛部防衛課長
- 1995年（平成07年）6月30：空将補に昇任、第2航空団司令兼千歳基地司令
- 1997年（平成09年）7月1日：航空幕僚監部防衛部長
- 2001年（平成13年）1月11日：空将に昇任、西部航空方面隊司令官
- 2002年（平成14年）3月22日：航空幕僚副長
- 2003年（平成15年）3月27日：航空教育集団司令官
- 2005年（平成17年）1月12日：第28代 航空幕僚長に就任
- 2007年（平成19年）3月28日：退官

## 栄典
- 国家功労勲章・オフィシェ - 1991年（平成3年）12月23日
- リージョン・オブ・メリット・コマンダー - 2006年（平成18年）10月24日[2]
- 瑞宝重光章 - 2018年（平成30年）4月29日